# Cot Ara (Baktiya)
Cot Ara is een bestuurslaag in het regentschap Aceh Utara van de provincie Atjeh, Indonesië. Cot Ara telt 591 inwoners (volkstelling 2010).